# Lebenspraktische Fertigkeiten
Lebenspraktische Fertigkeiten (LPF), auch Lebenspraktische Fähigkeiten, ist ein aufwändiges Schulungsprogramm in Alltagsmotorik für Menschen, die blind oder sehbehindert sind. LPF zählen zu den Kulturtechniken des Alltags, wiewohl der Begriff aus der Bildbarkeit von visuell beeinträchtigten Personen entstanden ist.

## Ziele
Für die meisten Menschen ist eine selbstständige Lebensgestaltung ein grundlegendes Bedürfnis. Im Übereinkommen über die Rechte von Menschen mit Behinderungen, der UN-Behindertenrechtskonvention (UN-BRK), ist die unabhängige Lebensführung eingeschlossen.
Im Gegensatz zum Orientierungs- und Mobilitätstraining (O&M), das zum größten Teil im Freien durchgeführt wird, findet ein LPF-Training in Räumen statt. LPF-Schulungen unterliegen keiner gesetzlichen Regelung, die Schulungsinhalte werden vom jeweiligen Rehalehrer individuell festgelegt. Prinzipiell umfasst der Kurs die Vermittlung folgender Fertigkeiten:
- Körperpflege

Ziel der Körperpflege ist in erster Linie die Reinigung von Verschmutzung, Vermeidung von Krankheiten sowie von je nach Kulturkreis als unangemessen empfundenen Körpergerüchen.
- - Fußbad
  - Duschen
  - Baden in der Wanne
  - Intimpflege
  - Anwendung von Kosmetika
  - Hautpflege
  - Haarpflege
  - Zahn- und Mundpflege
  - Maniküre
  - Pediküre
  - Beeinflussung des Körpergeruchs durch Deodorants und Parfums
  - Make-up
  - Rasur, Bartpflege und Haarentfernung (Depilation)

- Kleiderpflege
  - Waschmaschine bedienen
  - Wäsche behandeln (vom Waschen bis zum Einräumen im Schrank)
- Essenszubereitung und -nachbereitung, Selbstversorgung
  - Kochen und Erwärmen von Essen
  - Umgang mit Küchengeräten (einschließlich Geschirrspülen, Resteaufbewahrung etc.)
- Essensfertigkeiten (z. B. Essenstraining ohne optische Kontrolle)
  - Orientierung am Teller
  - Auffinden der Speisen auf dem Teller mit Messer und Gabel
  - Gepflegtes Essen mit Messer und Gabel
- Wohnungsbeschaffung, Einrichtung und Instandhaltung
  - Haushaltsführung
  - Ordnung halten
  - Küche sortiert halten, Gewürze und Lebensmittel taktil markieren, verstauen und haltbar halten, Eiskasten beschicken
  - sonstige täglich wiederkehrende Verrichtungen im Haus, z. B. kleinere Haushaltsreparaturen
- Wohnungspflege und -reinigung
- Kommunikation
  - Umgang mit technischen Geräten und Unterhaltungselektronik, darunter auch DAISY-Player
  - Umgang mit Geld (Erkennen von Münzen und Scheinen)
  - Umgang mit Kommunikationshilfen
  - Schreiben und Lesen der Brailleschrift (Blindenvoll und -kurzschrift), sowie Schreiben der eigenen Unterschrift
  - Umgang mit elektronischen, computerbezogenen Hilfsmitteln und Tastaturschreiben

## Schulungen
Da die Lebenspraktischen Fertigkeiten zu den Kulturtechniken zählen, werden diese sowohl in Schulen für Kinder, die sehbehindert oder blind sind als auch in der „Inklusiven Pädagogik“ unterrichtet. Die Schulungen werden nur von speziell ausgebildeten Rehalehrern, bei Kindern und Jugendlichen stationär an einer Blindenschule, bei Erwachsenen ambulant, in der Wohnung des Interessenten, durchgeführt. Die Vermittlung von LPF erfolgt grundsätzlich im Einzelunterricht.
Zuständig für die Kostenübernahme der Schulungen ist in Deutschland der Sozialhilfeträger. Er übernimmt im Rahmen der Eingliederungshilfe für Behinderte die Kosten, abhängig von Einkommen und Vermögen. Erfolgt die Maßnahme im Rahmen einer medizinischen Rehabilitation, ist Leistungsträger gemäß § 26, Abs. 3 SGB IX und §§ 5 und 6 SGB IX je nach Zuständigkeit die Krankenkasse, die gesetzliche Unfallversicherung, die gesetzliche Rentenversicherung oder die Kriegsopferversorgung. Kommt keiner dieser Kostenträger in Frage, sind Betroffene gezwungen, die Leistungen selbst zu bezahlen.

## Lehrwohnung
Verschiedene Schulen ließen für das Erlernen von Lebenspraktischen Fertigkeiten eine Lehrwohnung einrichten, die möglichst blinden- und sehbehindertengerecht gestaltet ist. Sie ist mit speziellen Hilfsmitteln und Utensilien für Menschen ausgestattet, die blind oder sehbehindert sind. Möbel und Kleinmöbeln entsprechen dem sog. „sozialen Design“: klare Raumstruktur, blendfreier, matter Boden (pflegeleicht), Blendschutz bei den Fenstern, ausreichende Beleuchtung des Raumes und punktuelle Beleuchtung.

## Bilder
(Lehrwohnung der Zeune-Schule Berlin)

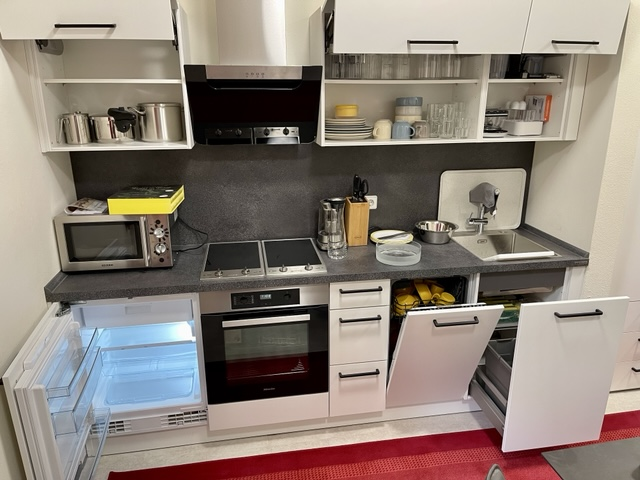
Blinden- und sehbehindertengerechte Küchenzeile.